# Hvalba
Hvalba è un comune delle Isole Fær Øer. Ha una popolazione di 762 abitanti e fa parte della regione di Suðuroy sull'isola omonima.
Hvalba, è il capoluogo comunale e si trova nella parte più interna di un profondo fiordo sulla costa nord-orientale di Sandoy. L'unico altro centro abitato del comune è il villaggio di Sandvík.
L'isola di Lítla Dímun è compresa nel comune.